# Даницька сільська рада
Да́ницька сільська́ ра́да — адміністративно-територіальна одиниця та орган місцевого самоврядування в Ріпкинському районі Чернігівської області. Адміністративний центр — село Даничі.

## Загальні відомості
Даницька сільська рада утворена у 1918 році.
- Територія ради: 49,41 км²
- Населення ради: 665 осіб (станом на 2001 рік)

## Населені пункти
Сільській раді були підпорядковані населені пункти:
- с. Даничі
- с. Мутичів
- с. Присторонь

## Склад ради
Рада складалася з 12 депутатів та голови.
- Голова ради: Жернова Валентина Василівна
- Секретар ради: Данич Світлана Василівна

### Керівний склад попередніх скликань
| Прізвище, ім'я, по батькові | Основні відомості                                                         | Дата обрання | Дата звільнення |
| --------------------------- | ------------------------------------------------------------------------- | ------------ | --------------- |
| Жернова Валентина Василівна | Сільський голова, 1950 року народження, освіта вища, член Народної партії | 26.03.2006   | 31.10.2010      |
| Жернова Валентина Василівна | Сільський голова, 1950 року народження, освіта вища, член Партії регіонів | 31.10.2010   |                 |

Примітка: таблиця складена за даними сайту Верховної Ради України

### Депутати
За результатами місцевих виборів 2010 року депутатами ради стали:

#### За суб'єктами висування
| Суб'єкт висування                                       | Кількість обраних депутатів | %    |
| ------------------------------------------------------- | --------------------------- | ---- |
| Народна партія                                          | 4                           | 33,3 |
| Партія регіонів                                         | 4                           | 33,3 |
| Політична партія Всеукраїнське об'єднання «Батьківщина» | 4                           | 33,3 |

#### За округами
| № округу                                                | Прізвище, ім'я, по батькові | Дата визнання обраним | Освіта             | Партійна приналежність                        | Відомості про обраного депутата                    |
| ------------------------------------------------------- | --------------------------- | --------------------- | ------------------ | --------------------------------------------- | -------------------------------------------------- |
| Народна Партія                                          |                             |                       |                    |                                               |                                                    |
| 4                                                       | Кудрик Олена Іванівна       | 01.11.2010            | середня            | член Народної партії                          | Даницька сільська рада, головний бухгалтер         |
| 5                                                       | Данич Світлана Василівна    | 01.11.2010            | вища               | член Народної партії                          | Даницька сільська рада, секретар                   |
| 7                                                       | Данич Микола Володимирович  | 01.11.2010            | вища               | позапартійний                                 | тимчасово не працює                                |
| 12                                                      | Булаш Ніна Михайлівна       | 01.11.2010            | середня            | член Народної партії                          | Даницький сільський клуб, завідувачка клубу        |
| Партія регіонів                                         |                             |                       |                    |                                               |                                                    |
| 1                                                       | Вдовенко Микола Васильович  | 01.11.2010            | середня спеціальна | член Партії регіонів                          | пенсіонер                                          |
| 6                                                       | Авраменко Тетяна Петрівна   | 01.11.2010            | середня            | член Партії регіонів                          | Ріпкинське сільське споживче товариство, продавець |
| 9                                                       | Вдовенко Олег Олександрович | 01.11.2010            | середня            | член Партії регіонів                          | СП «Шупель Р. В.», різноробочий                    |
| 11                                                      | Мажуга Марія Іванівна       | 01.11.2010            | середня            | член Партії регіонів                          | пенсіонер                                          |
| Політична партія Всеукраїнське об'єднання «Батьківщина» |                             |                       |                    |                                               |                                                    |
| 2                                                       | Лутченко Тетяна Іванівна    | 01.11.2010            | вища               | член Всеукраїнського об'єднання «Батьківщина» | тимчасово не працює                                |
| 3                                                       | Нужна Тетяна Іванівна       | 01.11.2010            | середня спеціальна | член Всеукраїнського об'єднання «Батьківщина» | Даницька сільська рада, технічнапрацівниця         |
| 8                                                       | Грищенко Олександр Іванович | 01.11.2010            | середня            | позапартійний                                 | пенсіонер                                          |
| 10                                                      | Перезва Валентина Сергіївна | 01.11.2010            | вища               | член Всеукраїнського об'єднання «Батьківщина» | Ріпкинське сільське споживче товариство, продавець |